# ديف كول
ديف كول (بالإنجليزية: Dave Cole)‏ هو لاعب كرة قاعدة أمريكي، ولد في 29 أغسطس 1930 في ويليامسبورت في الولايات المتحدة، وتوفي بنفس المكان في 26 أكتوبر 2011.

## وصلات خارجية
- ديف كول على موقع دوري كرة القاعدة الرئيسي (الإنجليزية)
- ديف كول على موقعبيزبول رفرنس.كوم (الدوري الرئيسي) (الإنجليزية)
- ديف كول على موقعبيزبول رفرنس.كوم (الدوري الثانوي) (الإنجليزية)
- ديف كول على موقع إي إس بي إن.كوم (أم.أل.بي) (الإنجليزية)
- ديف كول على موقع مشجعي الرسوم البيانية (الإنجليزية)